# Hyphoderma tuberculare
Hyphoderma tuberculare är en svampart som beskrevs av Hjortstam & Ryvarden 1982. Hyphoderma tuberculare ingår i släktet Hyphoderma och familjen Meruliaceae.   Inga underarter finns listade i Catalogue of Life.